# رفلکس کف پا
در پزشکی و عصب‌شناسی پاسخ رفلکسی کف پا یا نشان بابینسکی (Babinski Sign) نوعی پاسخی عصبی به تحریک کف پا است که در تشخیص برخی اختلالات مغز و نخاع به کار می‌رود. در صورتی‌که این واکنش طبیعی باشد رفلکس کف پا نامیده می‌شود و در موارد غیرطبیعی (پاتولوژیک) علامت بابینسکی یا علامت کخ (Koch's sign) خوانده می‌شود.
مرکز این رفلکس قطعه پنج نخاع کمری(L5) و قطعات S2،S1 نخاع خاجی و عصب هدایت‌کننده آن عصب سیاتیک می‌باشد.

## روش
برای گرفتن این رفلکس باید سطح خارجی کف پا توسط جسمی غیر تیز از پاشنه به سمت انگشتان به طریقی که باعث آسیب یا بریدگی نشود تحریک شود. 
انواع پاسخها:

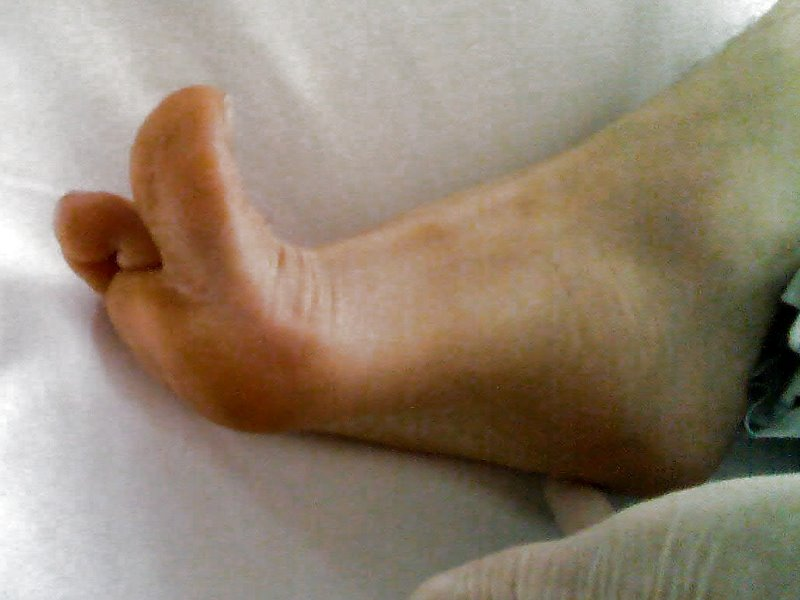
علامت بابینسکی

- فلکسور: انگشتان به داخل خم و پا به داخل می‌چرخد. این واکنش در افراد طبیعی و سالم است. (علامت بابینسکی منفی)
- بدون پاسخ
- اکستنسور: انگشت بزرگ پا به پشت خم شده و سایر انگشتان از هم جدا می‌شوند. این حالت در آسیبهای سیستم عصبی مرکزی دیده می‌شود. (بابینسکی مثبت)

رفلکس مثبت در نوزادان (قبل از ۱۲-۱۸ ماهگی) و همچنین هنگام خواب یا بعد از راه رفتن طولانی نیز ممکن است دیده شده و طبیعی است.